# Jacob Rauscher

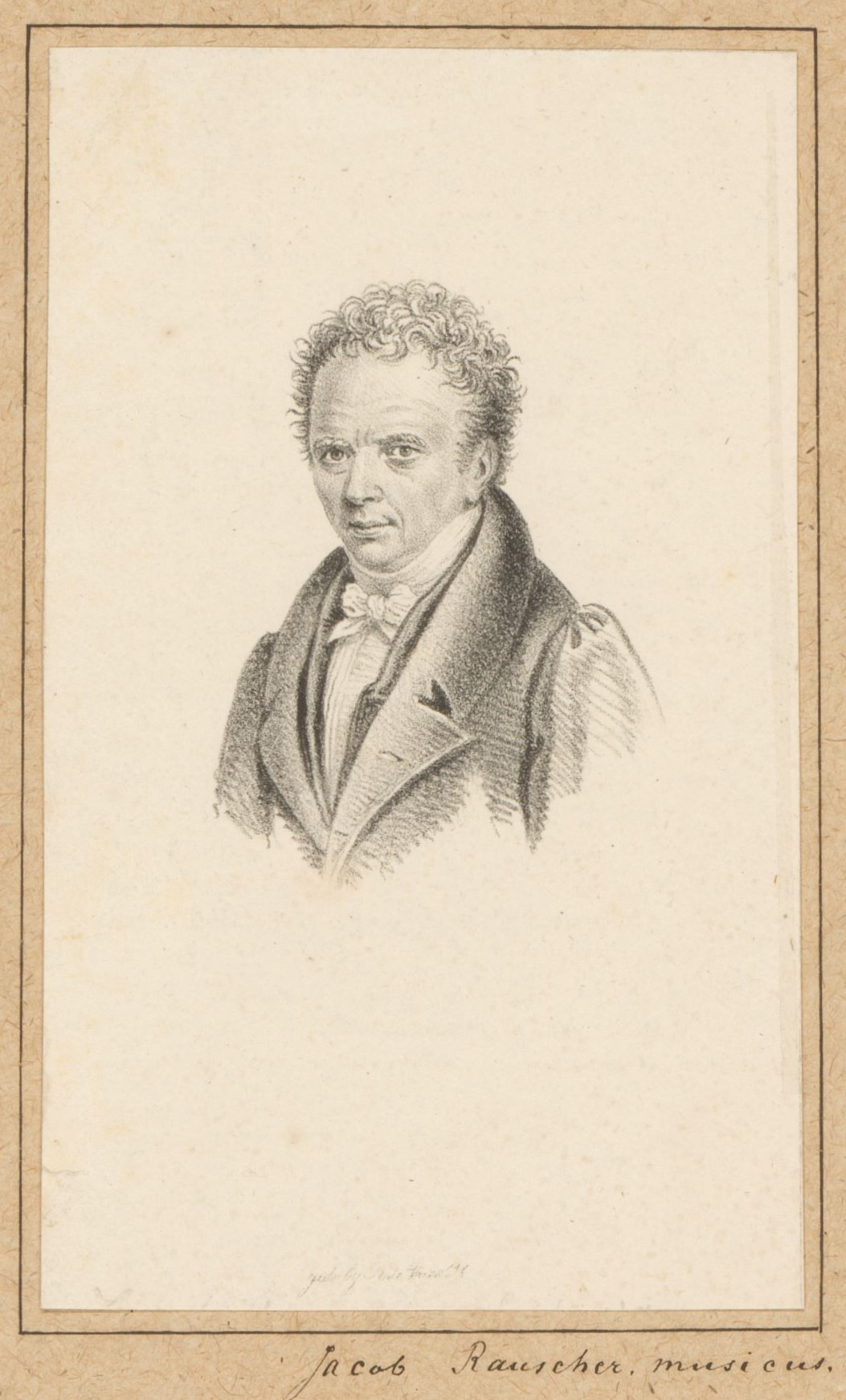
Jacob Rauscher, zeitgenössische Lithographie

Jacob Rauscher (* 9. Dezember 1771 in Pirmasens; † 7. Januar 1834 in Amsterdam) war ein niederländischer Militärmusiker und Komponist deutscher Herkunft.

## Leben
Jacob Rauscher wurde als Sohn des Musikers und Instrumentenbauers Adam Rauscher und der Louisa Friederich  in Pirmasens geboren.:123 Sein Vater war als Violinist Mitglied der kleinen Hofkapelle von Landgraf Ludwig IX., eines begeisterten  Komponisten von Militärmärschen; auch Jacob Rauscher begann hier seine musikalische Laufbahn als Fagottist. Als die Ausläufer der Französischen Revolution und der Erste Koalitionskrieg die Stadt erreichten, ging Jacob Rauscher 1793 in die Niederlande und wurde dort Militärmusiker.
Er diente zunächst im Regiment des Generals de Schepper, mit dem er bis 1795 an den Koalitionskriegen gegen die Franzosen teilnahm. Von 1801 bis 1806 diente er in verschiedenen Feldzügen gegen die Österreicher und die Preußen.:124
1807 bat ihn Oberst Cort Heiligers, Kapellmeister im neu aufgestellten Regiment der Garde-Jäger in Delft zu werden.:124 1808 war er Musiker in der königlichen Kapelle von König Louis Bonaparte. Er zog nach Amsterdam, wo er als Kapellmeister der Bürgerschützen und im Stadttheater wirkte. Im Ehrenamt war er auch Capelmester der Amsterdamer Freimaurerloge Willem Fredrik.
1814 erhielt Rauscher den Auftrag, für die neu aufgestellten Streitkräfte des Souveränen Fürstentums der Vereinigten Niederlande unter Wilhelm I. die Ordonnanzmusik, eine maßgebliche Sammlung von Märschen und Signalen für Trommler und Pfeifer (Tamboers en Pijpers), zusammenzustellen. Die Sammlung für die Kavallerie erschien 1814, die für die Infanterie 1815. Sie wurde prägend für die niederländische Militärmusik-Tradition. Der darin enthaltene Prinsenmarsch verwendet erstmals die sogenannte neuere Weise der Melodie der heutigen niederländischen Nationalhymne, des Wilhelmus.
1825 wurde Jacob Rauscher in der Allgemeinen musikalischen Zeitung (seinerzeit eines der bedeutendsten Musikfachblätter) für „einen gut gelungenen Trauer-Marsch“ gelobt.
Als Jacob Rauscher am 7. Januar 1834 an den Folgen einer durch Erkältung verursachten Wassersucht starb, war er fast 27 Jahre mit Margaretha Simon verheiratet gewesen.:125

## Holländischer Ehrenmarsch
Als Teil seiner Sammlung von 1815 veröffentlichte Rauscher Märsche im gewöhnlichen Schritt (gewone pas, 70 Schritte pro Minute) und schnellen Schritt (gezwinde pas, 100 bis 120 Schritte pro Minute). Der Mars voor de gewone pas No. 1 wurde vor allem durch seine Rezeption in Deutschland als Holländischer Ehrenmarsch (Präsentiermarsch der Marine) bekannt.
Am 18. Januar 1901, zum 200-jährigen Jahrestag der Annahme der preußischen Königswürde und in Erinnerung an den 225. Todestag von Michiel de Ruyter, machte Kaiser Wilhelm II. durch Erlass den Holländischen Ehrenmarsch zum Präsentiermarsch der Kaiserlichen Marine. Der Kaiser telegraphierte an Königin Wilhelmina: „Dem großen Oraniengeschlechte verdanken wir die Tugenden, welche den Großen Kurfürsten schmückten, verdanken wir die herrliche Fürstin, welche Preußen seinen ersten König schenkte. Zum Gedächtnisse dessen und daß die Niederländer unsere ersten Matrosen und ein Niederländer unser erster Admiral war, habe Ich als Präsentiermarsch Meiner Marine den alten ‚Ehrenmarsch‘ der niederländischen Flotte verliehen.“ Die Königin antwortete: „Ich bin hocherfreut über die Verleihung unseres alten Ehrenmarsches als Präsentiermarsch an Deine Marine.“ Der Marineleitung teilte der Kaiser mit: „Ich will meiner Marine den Holländischen Ehrenmarsch für Trommler und Pfeifer mit der Maßgabe verleihen, daß die Marinetheile allein berechtigt sein sollen diesen Marsch an Bord und am Lande stets zu spielen.“  Durch die Verwendung bei der täglichen Flaggenparade fand der Marsch weite Verbreitung: „Hierauf läßt der Sicherheitswachhabende präsentieren, die Trommler und Pfeifer, bzw. der Hornist beim Fehlen der Trommler, spielen den ‚Holländischen Ehrenmarsch‘, während die Flagge geheißt oder niedergeholt wird.“
In Deutschland überlebte der Marsch alle Umbrüche des 20. Jahrhunderts. Er findet sich sowohl in der Heeresmarschsammlung von 1933 (HM I,60) als auch in der Sammlung Deutsche Armeemärsche von Wilhelm Stephan (AM I – Anhang) als Holländischer Ehrenmarsch (Präsentiermarsch der Marine). Als Präsentiermarsch wird  der Marsch nicht wie im Original von Trommlern und Pfeifern, dem Spielmannszug, gespielt, sondern vom gesamten Musikkorps. Er wird heute bei der Großen Flaggenparade verwendet sowie bei weiteren Anlässen, die ein Abschreiten der angetretenen, präsentierenden Marinesoldaten erfordern. In Einzelfällen findet er auch im diplomatischen Protokoll Verwendung, so beim Empfang mit militärischen Ehren des britischen Premierministers Rishi Sunak bei seinem Besuch in Berlin am 24. April 2024.

## Werke
- Gods grootheid en weldadigheid in het onweder : cantate, door het Zang- en Kunstminnend Gezelschap: De Harmonie, in 's Hage, op vrijdag 27 julij 1804, in de Luthersche Kerk, uitgevoerd. 's Hage: Schick 1804 (Digitalisat)
- Signalen voor de trompetters van de Hollandsche kavallerij. 's Hage: F. J. Weygand 1814
- Marschen en signalen voor de Tamboers en Pijpers van de Nederlandsche Armée. 's Hage: F. J. Weygand 1815 Digitalisat
- Freugdezang voor Z.K.H. Willem Frederik George Lodewijk, prins van Oranje, kroonprins der Nederlanden en hoogstdeszelfs gemalinne Anna Paulowna, grootvorstin van Rusland. [1817]